# Gynoplistia nebulosa
Gynoplistia nebulosa là một loài ruồi trong họ Limoniidae. Chúng phân bố ở miền Australasia.